# Schizofrenia pełzająca
Ten artykuł opisuje teorie, metody lub czynności niezgodne ze współczesną wiedzą medyczną.
Schizofrenia pełzająca (ros. вялотекущая шизофрения lub малопрогредиентная шизофрения) – forma schizofrenii, postulowana jako odrębna jednostka chorobowa w rosyjskich klasyfikacjach zaburzeń psychicznych     .

## Powstanie koncepcji schizofrenii pełzającej
Teoria ta powstała jako prosty i bezpośredni dalszy ciąg nauki najwybitniejszych przedstawicieli psychiatrii, którzy na długo przed rozpowszechnieniem koncepcji dementia praecox Emila Kraepelina odkryli istnienie psychoz endogennych, mających bardzo powolny przebieg i stosunkowo pomyślne rokowanie. Badania nad „łagodnymi” (ang. soft, mild) formami schizofrenii zapoczątkował Eugen Bleuler, który wyodrębnił schizofrenię utajoną (schizophrenia latens s. mitis). Później opisy zaburzeń, odpowiadających pojęciu schizofrenii pełzającej, pojawiały się w literaturze psychiatrycznej pod różnymi nazwami. Najbardziej znanymi wśród nich są: „łagodna schizofrenia” (Arthur Kronfeld, 1928), "abortive schizophrenia" (W. Mayer ), schizofrenia pseudonerwicowa (Paul Hoch et al., 1949, 1959, 1963; Harold Kaplan i Benjamin Sadock, 1994), "borderline schizophrenia" i in.. W 1941 roku Gregory Zilboorg opisał zaburzenie, które określił terminem "schizofrenia ambulatoryjna” (ang. ambulatory schlzophrenia) , uważając to zaburzenie za łagodną postać schizofrenii.
Ale kliniczne obserwacje i wnioski autorów zagranicznych to nie jedyne źródło teoretyczne, z którego czerpała radziecka teoria schizofrenii pełzającej. Opierała się ta teoria również na tradycjach rodzimych badań psychiatrycznych, do których Anatolij Smulewicz zalicza prace Lwa Rozensztejna (1933), Borisa Fridmana (1933), Nikołaja Bruchanskiego (1934), Gruni Suchariewej (1959), Olega Kierbikowa (1971), Dmitrija Mielechowa (1963) i in.. W oparciu o te koncepcje Andriej Snieżniewski i jego koledzy opracowali klasyfikację schizofrenii, gdzie schizofrenia pełzająca występuje jako samodzielna jednostka chorobowa. Zdaniem Lary Rzesnitzek, podstawę radzieckiej teorii schizofrenii pełzającej stanowi pojęcie schizofrenii utajonej w pracach Eugena Bleulera . W rosyjskiej wersji ICD-10 rozpatruje się zaburzenia, odpowiadające różnym wariantom schizofrenii pełzającej, poza rubryką „Schizofrenia” (F20) w odrębnej rubryce „Zaburzenia schizotypowe” (F21).

## Objawy i przebieg
Według rosyjskiej klasyfikacji zaburzeń psychicznych wyróżnia się 2 podstawowe warianty schizofrenii pełzającej :
- Schizofrenia pseudonerwicowa (ros. неврозоподобная шизофрения) – dominują objawy pozytywne podobne do zaburzeń nerwicowych. W obrazie klinicznym może występować m.in. zespół intoksykacji metafizycznej(inne języki), który ma pomyślne rokowanie (40%)[16] .
- Schizofrenia pseudopsychopatyczna(inne języki) (ros. психопатоподобная шизофрения) – dominują trwałe zaburzenia zachowań podobne do zaburzeń osobowości, które mogą występować w postaci heboidofrenii[17].

Obie jednostki diagnostyczne obecne są w rosyjskiej wersji ICD-10, gdzie mają kody F21.3 (schizofrenia pseudonerwicowa) i F21.4 (schizofrenia pseudopsychopatyczna).

## Nadużycie
Za czasów ZSRR diagnoza "schizofrenia pełzająca", określona w polskich publikacjach jako schizofrenia bezobjawowa, służyła jako narzędzie do zwalczania przeciwników politycznych w ramach psychiatrii represyjnej w ZSRR. Ideologicznie podbudował to użycie Nikita Chruszczow w 1959 roku na łamach "Prawdy":

Obecnie w ZSRR istnieją ludzie, którzy walczą z komunizmem, ale u takich ludzi bez wątpienia stan psychiczny nie jest w normie.

Stworzona została oryginalna jednostka chorobowa – „pełzająca schizofrenia”. Jej specyfika polegała na tym, że mogła ona dotknąć literalnie każdego, bo w gruncie rzeczy była zupełnie bezobjawowa. W rzeczywistości stanowiła zwykły wymysł.

Stworzona została w moskiewskim Instytucie Psychiatrii Sądowej im. prof. W.P. Serbskiego. Ten typ schizofrenii zdefiniował w latach 60. XX wieku Andriej Snieżniewski jako postać, w której utajony proces chorobowy następuje bardzo powoli. Zdaniem Jurija Sawienki, głównym ideologiem niezmiernie szerokiego rozpoznawania schizofrenii pełzającej był prof. Anatolij Smulewicz, który przekształcił koncepcję Snieżniewskiego w sposób represjonowania dysydentów.
W przeciwieństwie do skazanych na więzienie, radzieccy dysydenci z rozpoznaniem "schizofrenia pełzająca" spędzali w ośrodkach wiele lat i nigdy nie wiedzieli, jak długo będą tam siedzieć: jeżeli takie było życzenie GRU, lekarze mogli zawsze uznać ich za "niedostatecznie wyleczonych". Wśród dysydentów z "schizofrenią pełzającą" byli m.in. Walerija Nowodworska oraz autorzy książki "Psychiatria dla nieprawomyślnych", napisanej jako podręcznik służący do obrony przed działaniami władz: Władimir Bukowski i Siemion Głuzman.
Pojęcie schizofrenii pełzającej zostało potępione na forum międzynarodowym. Międzynarodowy Związek Psychiatrów, po sześciu latach gorących dyskusji, potępił w końcu postępowanie sowieckich kolegów i powołał specjalną komisję do zbadania sprawy. W początku lat osiemdziesiątych psychiatrzy radzieccy zostali wykluczeni z udziału w międzynarodowych organizacjach skupiających lekarzy tej specjalności. Po upadku ZSRR „schizofrenia bezobjawowa” została potępiona[niewiarygodne źródło?].
Istnieje opinia, że autorstwo teorii schizofrenii pełzającej przypisywane jest Snieżniewskiemu niesłusznie, ponieważ ta jednostka chorobowa pod inną nazwą była opisywana przez psychiatrów różnych krajów. Tak np. Eugen Bleuler wyodrębnił schizofrenię utajoną.